# Hildegarde Stadie
Hildegarde Stadie, alias Hildegarde Esper en Hildegarde Stadie-Esper (14 juli 1895 - 21 juli 1993), was een Amerikaanse scenarioschrijfster en producent van exploitatiefilms.
Als kind begon ze met optreden, toen ze met haar oom door het land reisde en bizarre stunts uitvoerde. Over deze ervaringen schreef ze in de film Narcotic. In 1920 trouwde ze met exploitatiekoning Dwain Esper, wiens debuutfilm The Seventh Commandment ze geschreven had. Later werkte ze nog mee aan films als Freaks, Narcotic, Maniac en Marihuana. In sommige van haar films had ze zelf een cameo.

## Filmografie
- The Seventh Commandment (1932) (schrijfster)
- Freaks (1932) (producent)
- Narcotic (1933) (schrijfster/producent)
- Maniac (1934) (schrijfster/producent)
- Marihuana (1936) (schrijfster/producent)
- Curse of the Ubangi (1946) (schrijfster)